# دة شهيك (مقاطعة فهرج)
دة شهيك (بالفارسية: ده شهیک) هي قرية تقع في ناحية نغين كوير في إيران. يقدر عدد سكانها بـ 35 نسمة بحسب إحصاء 2016.